# Јадранска лига у ватерполу 2010/11.
Трећа сезона Јадранске лиге у ватерполу је почела 16. октобра 2010. године. Као и прошле године у лиги је играло 13 клубова: осам из Хрватске, четири из Црне Горе и један из Словеније. Титулу је освојио Јадран ХН.

## Клубови учесници у сезони 2010/11.
1.  Младост, Загреб,
2.  Југ, Дубровник,
3.  Шибеник,
4.  Морнар, Сплит,
5.  ПОШК, Сплит,
6.  Приморје, Ријека,
7.  Јадран СТ, Сплит
8.  Медвешчак, Загреб
9.  Будванска ривијера, Будва
10.  Приморац, Котор
11.  Јадран ХН, Херцег Нови
12.  Рокава, Копар
13.  Катаро, Котор

## Систем такмичења
Ова година донела је неколико измена у систему. Због недостатка слободних термина договорено је да се лига игра по једноструком бод систему (једнокружно без реванша). Бодовање је такође било другачије. Победа је доносила 3, нерешен резултат 2, а пораз 0 бодова.
| Овај чланак треба ажурирати!!! | Ова страница или један њен део није ажуран. Ажурирајте ову страницу како би приказивала недавне догађаје или најновије доступне информације. Погледајте страницу за разговор за више информација. |

|     | Екипа              | 1   | 2   | 3   | 4    | 5   | 6    | 7    | 8    | 9   | 10   | 11   | 12   | 13   |
| 1.  | Јадран ХН          | XXX | 8:8 | -   |      | -   |      | -    |      | -   |      | -    |      | -    |
| 2.  | Југ                | -   | XXX |     |      |     |      |      |      |     |      |      |      | 14:3 |
| 3.  | Приморац           |     | -   | XXX |      | -   |      | -    |      | -   |      | -    | 13:7 | -    |
| 4.  | Младост            | -   |     |     | XXX  |     |      |      |      |     |      | 12:5 |      |      |
| 5.  | Будванска ривијера |     |     |     |      | XXX |      |      |      |     | 13:8 |      |      | -    |
| 6.  | Катаро             | -   |     |     |      |     | XXX  |      |      | 9:7 |      |      |      |      |
| 7.  | Приморје           |     |     |     |      |     |      | XXX  | 11:6 |     |      |      |      | -    |
| 8.  | Морнар             | -   |     |     |      |     |      |      | XXX  |     |      |      |      |      |
| 9.  | Шибеник            |     |     |     |      |     |      | 7:15 |      | XXX |      |      |      | -    |
| 10. | Јадран СТ          | -   |     |     |      |     | 11:9 |      |      |     | XXX  |      |      |      |
| 11. | Медвешчак          |     |     |     |      | 5:8 |      |      |      |     |      | XXX  |      | -    |
| 12. | ПОШК               | -   |     | -   | 5:14 | -   |      | -    |      | -   |      | -    | XXX  |      |
| 13. | Рокава             | -   |     | 8:9 | -    |     | -    |      | -    |     | -    |      | -    | XXX  |
| --- | ------------------ | --- | --- | --- | ---- | --- | ---- | ---- | ---- | --- | ---- | ---- | ---- | ---- |

| Боје |                     |
| ---- | ------------------- |
|      | Победа домаћина     |
|      | Нерешено            |
|      | Победа госта        |
|      | Не игра као домаћин |